# Muir (Pensilvania)
Muir es un lugar designado por el censo ubicado en el condado de Schuylkill en el estado estadounidense de Pensilvania. En el Censo de 2010 tenía una población de 451 habitantes y una densidad poblacional de 571,92 personas por km².

## Geografía
Muir se encuentra ubicado en las coordenadas 40°35′40″N 76°31′7″O / 40.59444, -76.51861. Según la Oficina del Censo de los Estados Unidos, Muir tiene una superficie total de 1.27 km², de la cual 1.27 km² corresponden a tierra firme y (0%) 0 km² es agua.

## Demografía
Según el censo de 2010, había 451 personas residiendo en Muir. La densidad de población era de 571,92 hab./km². De los 451 habitantes, Muir estaba compuesto por el 99.33% blancos, el 0% eran afroamericanos, el 0% eran amerindios, el 0% eran asiáticos, el 0% eran isleños del Pacífico, el 0.22% eran de otras razas y el 0.44% pertenecían a dos o más razas. Del total de la población el 0.44% eran hispanos o latinos de cualquier raza.